# Ceuta
Ceuta (IPA|'θeuta), in Marokko: Sebta (Arabisch: سبتة), is een Spaanse exclave, militair steunpunt en vrijhaven aan de Noord-Afrikaanse kust. Het is een autonome stad behorende tot Spanje, op een schiereiland bij de Straat van Gibraltar.
Ceuta ligt aan de Middellandse Zee, evenals de 300 kilometer oostelijker gelegen stad Melilla. Voorheen vielen deze steden onder bestuur van de Spaanse provincie Cádiz in Continentaal Spanje. Sinds 1995 zijn het Autonome Stadsgewesten binnen het Spaanse koninkrijk. Marokko beschouwt deze exclaves en de onbewoonde eilandjes voor de Noord-Afrikaanse kust, de zogeheten Plazas de soberanía, als bezet Marokkaans grondgebied. Voor de Spaanse overheid is het behoud van deze gebieden echter een principekwestie: zolang de Britten Gibraltar in handen hebben, wil men op deze manier toch enige strategische controle over de Straat van Gibraltar. Ceuta en Melilla hebben de enige grenzen over land tussen Afrika en de Europese Unie.
Ceuta grenst in het westen en zuidwesten aan Marokko. De landsgrens met Marokko is stevig afgerasterd en wordt streng bewaakt om te verhinderen dat vluchtelingen uit Afrika de Europese Unie kunnen bereiken zonder de Middellandse Zee over te steken. In 2017 telde Ceuta 84.959 inwoners, geconcentreerd in een gebied van 18,5 km² waar burgers met verschillende religies naast elkaar leven: christenen, moslims, joden en een kleine groep hindoes. De verstedelijkte gebieden bevinden zich op de landengte en in een deel van het Campo Exterior. Het stadscentrum met de oudste wijken zijn gelegen nabij de haven en op de helling van de berg Hacho, op een klein schiereiland dat bekendstaat als Almina.
Dankzij de strategische ligging speelde de haven van Ceuta, gelegen aan de baai die een groot deel van de noordkust van de stad begrenst, steeds een belangrijke rol bij de doorgang van de Middellandse Zee naar de Atlantische Oceaan. Door het ruige terrein, de schaarste aan water, energie en grondstoffen hebben zowel de primaire sector als de secundaire sector weinig gewicht in de stedelijke economie, met uitzondering van de visserij. Ook de bouwsector is zeer beperkt door het gebrek aan land. Ceuta heeft echter de status van vrijhaven en geniet een reeks belastingvoordelen die de handel bevorderen. De landgrens scheidt het van de Marokkaanse provincie Fahs Anjra en prefectuur M'diq-Fnideq, die beide tot de regio Tanger-Tétouan-Al Hoceïma behoren.
De Autonome Stad Ceuta hangt op het niveau van het hoger onderwijs sinds de jaren 40 van de vorige eeuw af van de Universiteit van Granada. Ze is juridisch verbonden met het Hooggerechtshof van Andalusië, Ceuta en Melilla in Granada, en hoort kerkelijk onder het katholieke Bisdom Cádiz y Ceuta in het Aartsbisdom Sevilla.

## Geschiedenis

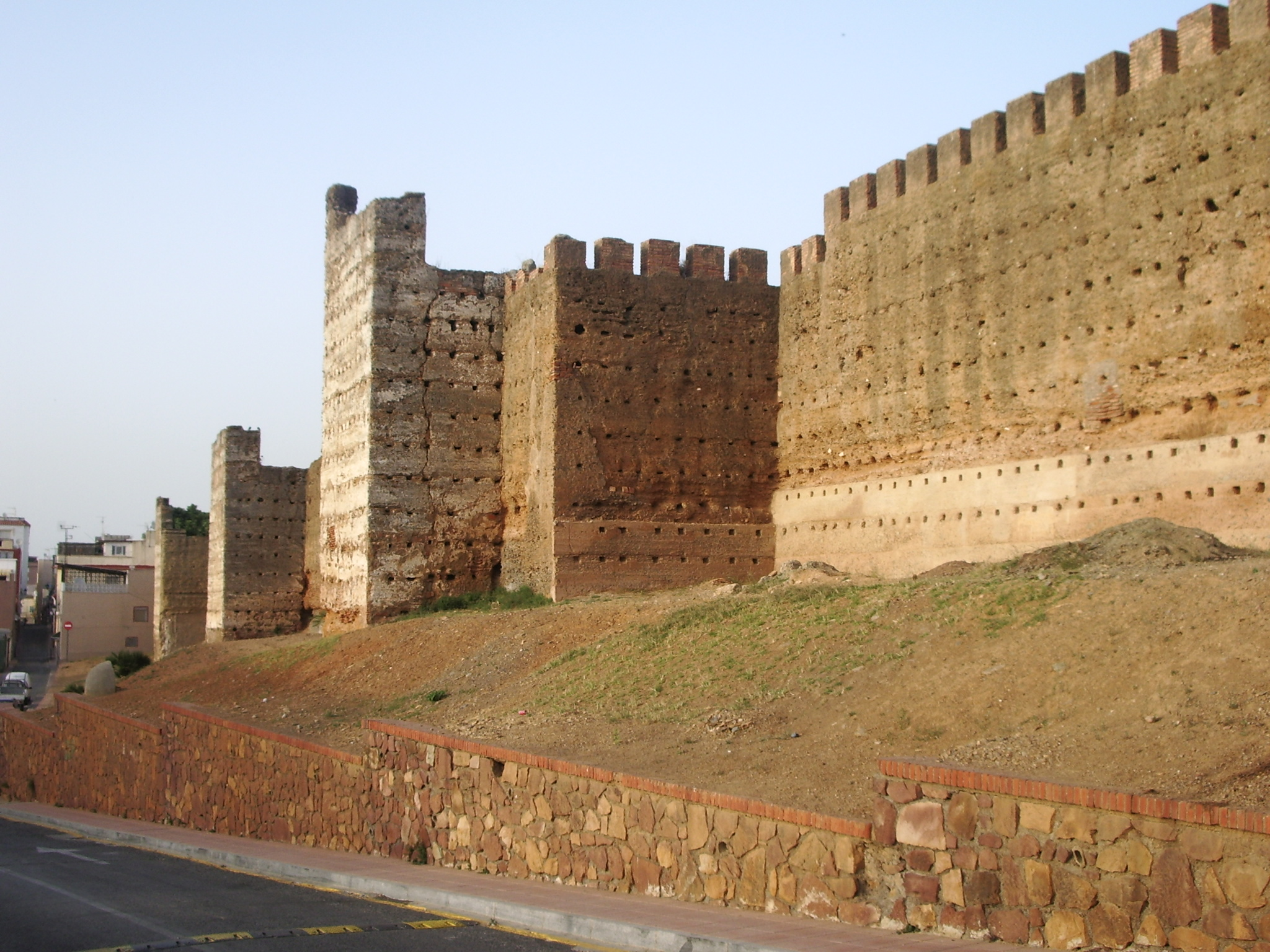
Versterkte muren van de Meriniden

Waarschijnlijk is Ceuta door de Feniciërs gesticht. De havenstad vormde het eindpunt van lange handelsroutes uit het oosten, die kostbare goederen per karavaan vervoerden naar de havens van Gaza en Alexandrië, vanwaar ze per schip over de Middellandse Zee naar hun bestemming werden gebracht.
Later werd Ceuta een onderdeel van het Romeinse Rijk en daarna kwam het in handen van de Vandalen, Byzantijnen en Visigoten. De stad fungeerde in 711 als uitvalbasis voor de Omajjadische generaal Tariq ibn Ziyad tijdens de islamitische verovering van Iberië. In 740 werd de stad verwoest tijdens de opstand van de Kharidjieten onder de opstandige Berberse leider Maysara al-Matghari. Na een periode van verval werd de stad in het midden van de 9e eeuw door de Berber Mâjakas, de leider van de stam Majkasa, weer opgebouwd. Hij stichtte er de dynastie Banu Isam.

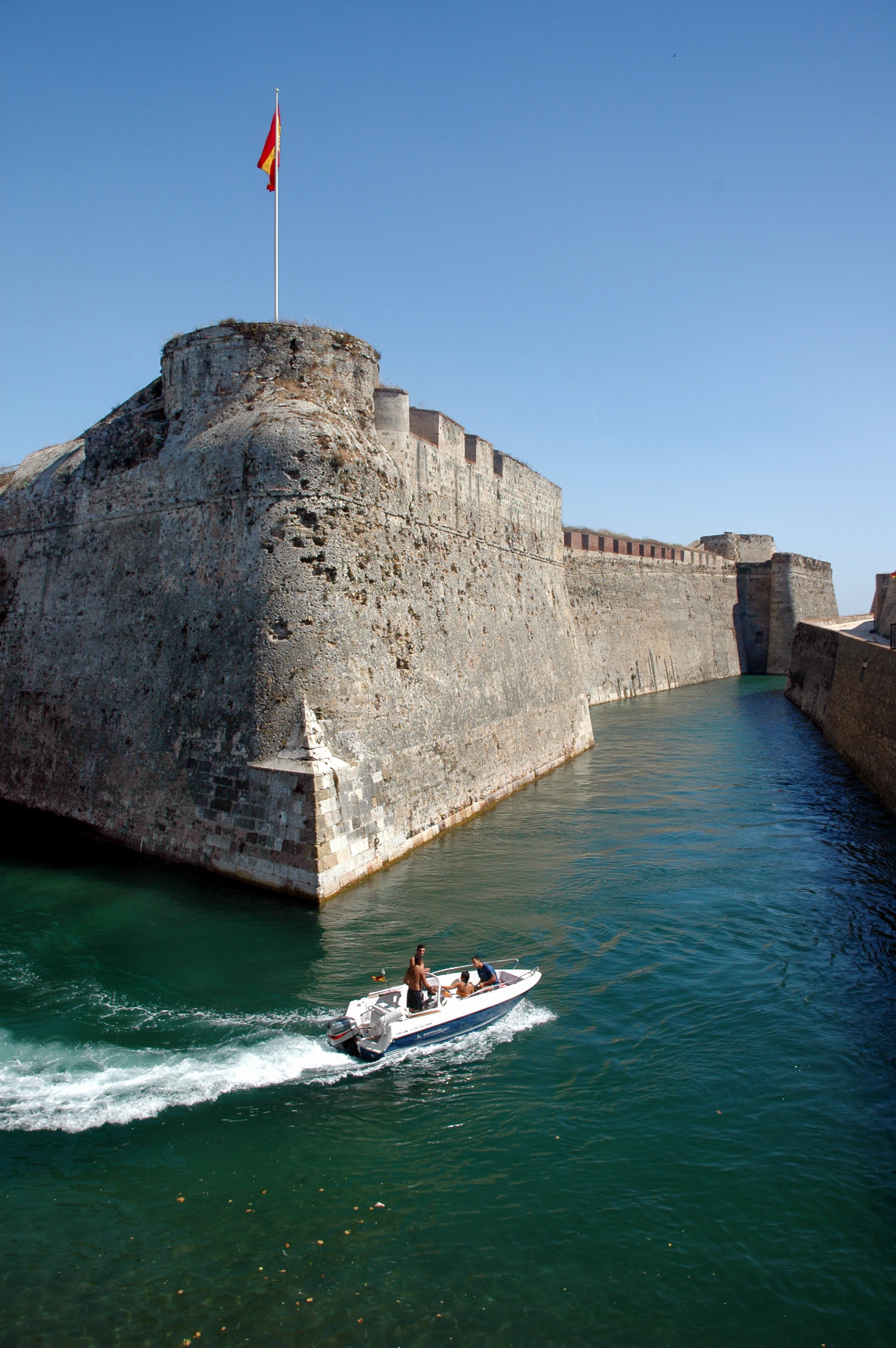
Verdedigingswerken

In 931 moest de laatste koning van de Banu Isam, Ridâ, de stad overlaten aan de Omajjadische kalief Abd ar-Rahman III, de heerser van het Kalifaat Córdoba in Al-Andalus (Spanje en Portugal). Ceuta werd in 1061 een taifa en bleef dat tot 1084, toen het in handen viel van de Almoraviden. Deze dynastie wist Ceuta tot 1147 te behouden, toen de heerschappij overging op de Almohaden onder Abd al-Mu'min ibn Ali. Op de opstand van Ibn Al-Hud in 1232 na bleef het onder de Almohaden tot 1242 toen de Hafsiden uit Tunesië zich meester maakten van Ceuta. De Hafsiden kenden slechts een kortstondig verblijf en moesten de stad in 1249 verlaten. Er brak toen een periode van politieke instabiliteit en verwarring aan. In 1309 werd Ceuta veroverd door Abu al-Rabi Sulayman van de Berberse Meriniden uit Marokko en in 1387 nogmaals, maar toen met christelijke hulp van Johan I van Aragón. 
In 1415 kreeg de Portugese prins Hendrik de Zeevaarder de stad in handen. Een tegenoffensief enkele jaren later faalde en zo werd Ceuta de eerste kolonie van een Europese mogendheid in Afrika. De welvarende handelshaven veranderde in een garnizoensstad, waar ook de voorheen actieve Genuezen wegbleven. Portugal stuurde er allerlei onwenselijken heen en Ceuta herwon nooit meer de glorie van weleer. Afgesneden van het hinterland, werd Ceuta een kostenpost bevoorraad vanuit Tavira. 
Bij het uiteenvallen van de Iberische Unie in 1640 behield Portugal zijn overzeese koloniën, maar Ceuta – inclusief het Peterselie-eiland – koos voor de Spaanse kroon. Bij de Vrede van Lissabon in 1668 deed Portugal officieel afstand van zijn aanspraken op de stad en het eiland. Het wapenschild van Ceuta voert nog steeds het vroegere Portugese wapenschild met de Portugese Escudo's als getuige van dat verleden.
Tussen 1694 en 1724 vond de belegering van Ceuta plaats door de sultan van Marokko. In 1704, na te zijn omsingeld op het land, verzette Ceuta zich tegen de Britse Royal Navy die Gibraltar innam. De Marokkanen vielen de stad over land aan, terwijl een Engels-Nederlandse vloot de stad beschoot en probeerde te landen. De Marokkanen belegerden de stad nogmaals in 1732, 1757 en 1790-1791.
Vanaf 1812 werd de stad volgens de nieuwe grondwet bestuurd door een gekozen gemeenteraad. Tussen 1859 en 1860 vond er een gewapend conflict en een uitbreiding van de stad plaats. In 1912 werd de gevangenis gesloten en ontstond het Spaanse protectoraat Marokko in de noordelijke zone van het land. Op 21 januari 1932 werd een besluit gepubliceerd dat bepaalde dat de gemeente Ceuta voor juridische en procesdoeleinden wordt beschouwd als onderdeel van de provincie Cádiz, maar dit belette niet dat Ceuta bepaalde provinciale verantwoordelijkheden opnam in het protectoraat, zoals de gezondheidsraden, een instelling die alle provinciehoofdsteden tot dan toe hadden.
In 1956 kwam met de onafhankelijkheid van Marokko het einde van het protectoraat. Ceuta diende als basis voor het terugtrekken van de Spaanse troepen. Sinds zijn onafhankelijkheid eist Marokko de soevereiniteit over de stad Ceuta en Melilla. Spanje heeft daar echter nooit over willen onderhandelen. Dit geschil is een bron van voortdurende onenigheid tussen de twee landen. In 1978 erkende de Spaanse grondwet deze steden opnieuw als een deelgebied van de Spaanse natie, en integreerde het Ceuta en Melilla in de nieuwe bestuurlijke indeling van Spanje, met de mogelijkheid om een autonome gemeenschap te worden. In 1995 werd het statuut van autonomie van de stad afgekondigd.

### Koninklijk bezoek
De Spaanse koning Juan Carlos en koningin Sofia brachten op 5 november 2007 een officieel bezoek aan de twee Spaanse autonome steden in Noord-Afrika. De door Marokko opgeëiste steden Ceuta en Melilla waren daarvoor voor het laatst door een Spaanse vorst bezocht in 1927, toen Juan Carlos’ grootvader Alfons XIII naar de exclaves afreisde. Er was vooraf protest van Marokko tegen het koninklijke bezoek aan de Spaanse exclave.

## Economie
Ceuta is een vrijhaven. Als Spaans grondgebied is het wel lid van de Europese Unie, maar uitgezonderd van de Europese belastingwetgeving. Daardoor is Ceuta in trek bij Spanjaarden, vooral Andalusiërs, als bestemming voor een dagtrip. Jaarlijks komen naar schatting 1 miljoen toeristen naar Ceuta om belastingvrij te winkelen. De belangrijkste winkelstraat van Ceuta is een lange aaneenschakeling van winkels voor parfums, sigaretten, alcohol en vooral elektronica.

## Transport
Vanuit Algeciras vaart ongeveer ieder uur een fast ferry in 40 minuten over de Straat van Gibraltar naar Ceuta. Vanuit Málaga is er vijfmaal daags een lijndienst per helikopter.

## Sport
Ceuta heeft een voetbalclub AD Ceuta FC die actief is in de Primera Federación. Voorheen bestond er ook AD Ceuta die in 2012 failliet werd verklaard.

## Demografie
De meerderheid van de bevolking is van Spaanse afkomst, maar er woont ook een grote minderheid van Marokkaanse afkomst en er zijn kleine minderheden van joden en hindoes. De slogan van de lokale toeristische dienst is dan ook Ceuta: Cuatro mundos por descubrir ('Vier werelden om te ontdekken').

## Demografische ontwikkeling
In 2019 had Ceuta een vruchtbaarheidscijfer van 1,49 kinderen per vrouw, hetgeen ruim 21% hoger was dan het Spaanse gemiddelde van 1,23 kinderen per vrouw. De gemiddelde levensverwachting bedroeg in 2019 ongeveer 80,7 jaar voor de totale bevolking - dit is 2,9 jaar korter dan het landelijke gemiddelde van 83,6 jaar.
Bron: INE; 1857-2021: volkstellingen

## Geboren
- Qadi Iyad ibn Musa, een islamitische geleerde (1083)
- Muhammad al-Idrisi, een Arabische cartograaf, geograaf en botanicus (1100).
- Manuel Chaves González, minister van de PSOE (1945)
- José Martínez Sánchez, voetballer van Real Madrid (1945)
- Miguel Bernardo Bianquetti, voetballer van FC Barcelona (1951)
- Mohamed Alí Amar (Nayim), voetballer van FC Barcelona (1966)